# Okręg wyborczy New Romney
Okręg wyborczy New Romney powstał w 1371 r. i wysyłał do angielskiej, a następnie brytyjskiej, Izby Gmin dwóch deputowanych. Okręg obejmował portowe miasto New Romney, jeden z Pięciu Portów. Został zlikwidowany w 1832 r.

## Deputowani do brytyjskiej Izby Gmin z okręgu New Romney

### Deputowani w latach 1371–1660
- 1563: Christopher Alleyne
- 1571: Edmund Morrante
- 1586–1588: William Southland
- 1604–1611: R. Remington
- 1604–1611: John Plommer
- 1621–1622: Peter Marwood
- 1621–1622: Francis Featherstonehaugh
- 1640–1641: Thomas Webb
- 1640–1648: Norton Knatchbull
- 1641–1648: Richard Browne
- 1659: Lambert Godfrey
- 1659: Robert Honeywood

### Deputowani w latach 1660–1832
- 1660–1679: Norton Knatchbull
- 1660–1661: John Knatchbull
- 1661–1665: Charles Berkeley
- 1665–1668: Henry Brouncker
- 1668–1685: Charles Sedley
- 1679–1685: Paul Barret
- 1685–1689: William Goulston
- 1685–1689: Thomas Chudleigh
- 1689–1710: John Brewer
- 1689–1690: James Chadwick
- 1690–1695: Charles Sedley
- 1695–1696: William Twysden
- 1696–1701: Charles Sedley
- 1701–1702: Edward Goulston
- 1702–1704: Benjamin Bathurst
- 1704–1713: Walter Whitfield
- 1710–1727: Robert Furnese
- 1713–1722: Edward Watson, wicehrabia Sondes
- 1722–1728: David Papillon
- 1727–1728: John Essington
- 1728–1734: Robert Austen
- 1728–1728: Robert Furnese
- 1728–1736: David Papillon
- 1734–1741: Stephen Bisse
- 1736–1741: Robert Austen
- 1741–1756: Henry Furnese
- 1741–1761: Francis Dashwood, torysi
- 1756–1761: Rose Fuller, wigowie
- 1761–1770: Edward Dering
- 1761–1768: Thomas Knight
- 1768–1784: Richard Jackson
- 1770–1774: John Morton, torysi
- 1774–1787: Edward Dering
- 1784–1784: John Smith
- 1784–1785: Richard Atkinson
- 1785–1790: John Henniker
- 1787–1796: Richard Joseph Sulivan
- 1790–1796: Elijah Impey
- 1796–1802: John Fordyce
- 1796–1806: John Willett Willett
- 1802–1806: Manasseh Masseh Lopes
- 1806–1807: William Windham, wigowie
- 1806–1807: John Perring, wigowie
- 1807–1812: Thomas Scott, 2. hrabia Clonmell, torysi
- 1807–1812: George Ashburnham, torysi
- 1812–1817: John Thomas Duckworth, torysi
- 1812–1818: William Mitford, torysi
- 1817–1818: Cholmeley Dering, torysi
- 1818–1820: Andrew Strahan, torysi
- 1818–1819: Richard Erle-Drax-Grosvenor
- 1819–1826: Richard Edward Erle-Drax-Grosvenor, wigowie
- 1820–1830: George Hay Dawkins-Pennant, torysi
- 1826–1830: George Tapps, torysi
- 1830–1831: Arthur Hill-Trevor, torysi
- 1830–1832: William Miles, torysi
- 1831–1831: Roger Gresley, torysi
- 1831–1832: Edward Cholmeley Dering, torysi